# Mesonemoura funicula
Mesonemoura funicula is een steenvlieg uit de familie beeksteenvliegen (Nemouridae). De wetenschappelijke naam van de soort is voor het eerst geldig gepubliceerd in 1974 door Harper.